# Into Temptation
Into Temptation es una película dramática independiente de 2009 escrita y dirigida por Patrick Coyle, y protagonizada por Jeremy Sisto, Kristin Chenoweth, Brian Baumgartner, Bruce A. Young y Amy Matthews. Cuenta la historia de una prostituta (Chenoweth) quien confiesa a un sacerdote católico (Sisto) que planea suicidarse en su cumpleaños. El sacerdote trata de encontrarla y de salvarla, y al hacerlo, se sumerge en un lado más oscuro de la sociedad.
La película está parcialmente inspirada en el padre de Coyle, un hombre amable pero beligerante quien había considerado convertirse en sacerdote en sus primeros años. El guion ganó la Beca de Guionistas de McKnight del Centro IFP de Minnesota para Artes de Medios de Comunicación. La película fue filmada y rodada en la ciudad natal de Coyle, en Minneapolis, Minnesota. Muchas de las actuaciones de reparto fueron rellenas con actores del área teatral de Minneapolis –Saint Paul, y el mismo Coyle actuó en un rol de reparto.
Fue producida por Ten Ten Films y Farnam Street II, y distribuida por First Look International. Con un presupuesto de menos de $1 millón de dólares, la filmación empezó en mayo de 2008. La cinematografía fue proporcionada por David Doyle, mientras que Russell Holsapple compuso la partitura, y Lee Percy trabajó como editor. La película trata sobre temas de tentación, pecado, el bien y el mal, la redención y el celibato, así como las fronteras entre un sacerdote que proporciona consejos y que se involucra personalmente ayudando a los parroquianos.
La cinta tuvo a Hollywood como opción, pero las conversaciones quedaron al margen debido a las complicaciones de la recesión global de 2008. No recibió un estreno nacional, pero fue exhibida en cines en varias ciudades. A pesar de que primero fue exhibida públicamente para el padre de Coyle, en diciembre de 2008, fue estrenada oficialmente el 26 de abril de 2009, en el Festival de Cine de Newport Beach, donde Sisto ganó el premio de "Logro Destacado en Actuación". La película recibió generalmente críticas positivas. Fue publicado en DVD el 27 de octubre de 2009.

## Argumento
El Padre John Buerlein (Jeremy Sisto) es el sacerdote católico de carácter suave de una parroquia pequeña en Minneapolis, Minnesota. Agotado y mal pagado, él se ha cansado de la profesión y tiene problemas de conexión con sus parroquianos. Durante su confesión, una misteriosa y anónima prostituta (Kristin Chenoweth) confiesa un pecado que no ha cometido todavía: planea suicidarse en su cumpleaños. El Padre John está impresionado. La confesión finaliza abruptamente, y él es incapaz de detener a la mujer antes de que ella desaparezca. Sólo sabe que ella lleva un crucifijo y que su signo zodiacal es Aries, el cual significa que su cumpleaños es pronto. El Padre John se vuelve obsesionado con encontrar y ayudar a esta mujer, y empieza a visitar a la zona roja de la ciudad con la esperanza de encontrarla. Mientras iba a su hogar, el Padre John conoce a un hombre indigente llamado Gus (Gen Larche), pero al no tener dinero para él,  le da un rosario en cambio. Más tarde, busca el consejo de su amigo, el Padre Ralph O'Brien (Brian Baumgartner), quien le aconseja que no se involucre demasiado demasiado personalmente.

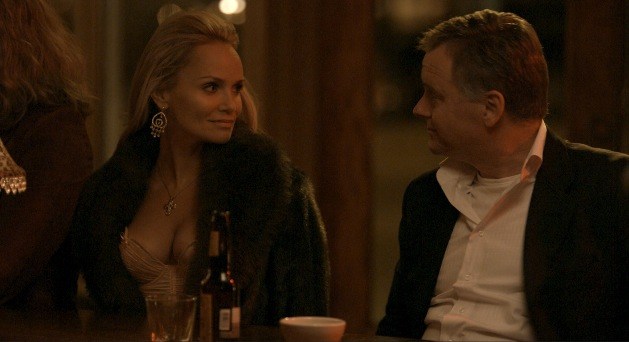
Kristin Chenoweth y el director Patrick Coyle, quien tuvo una breve actuación de reparto en la película.

El Padre John descubre que el auto del sujeto pertenece a un contador llamado Steven Miller, quien le dice al Padre John que la prostituta es Linda, una prostituta cara quien es ampliamente considerada entre las mejores en su profesión. Entretanto, Linda visita a su moribundo y anciano padrastro, Donald Dupree (Tom Carey), quien violó a Linda repetidamente en su niñez y finalmente la ubicó en el camino a la prostitución. Linda lo confronta acerca de su pasado, pero admite que ella lo ha perdonado sus pecados, aunque él continúa negando cualquier maldad. Ebria, Nadine va a hablar con el Padre John en confesión acerca de su soledad y sentimientos por él.  Él admite que también se preocupa por ella, pero ellos acuerdan en permanecer como amigos. Más tarde, el Padre John contrata a Lloyd Montag (Bruce Un. Young), un boxeador desempleado en su iglesia, para servir como su guardaespaldas cuando habla a St. Clair. El proxeneta, quien conoce a Lloyd de sus días de boxeo, le dice al Padre John en que vecindario vive Linda. Allí, el Padre John y Lloyd encuentran a Zeke (Tony Papenfuss), un taxista quien sabe que están buscando a Linda y acuerda en llevarles a su apartamento. Zeke explica que él la condujo a la iglesia cuando habló por primera vez con el Padre John en confesión, y Zeke más tarde visitó la iglesia para observar la predicación del Padre John.
En el apartmento, el Padre John y Lloyd descubren que Linda se había mudado, pero descubren que ella poseía un recorte de periódico de doce años acerca de la ordenación del Padre John, quien ofrece a Lloyd un empleo ayudándolo en la iglesia, lo cual Lloyd acepta. El Padre John luego regresa a su iglesia y llora, temiendo que sea demasiado tarde para salvar a Linda. Mientras tanto, Linda se dirige a un puente y está a punto de saltar cuando se encuentra con Gus, quien le ofrece el rosario que recibió anteriormente del Padre John.  Linda, agradecida y emocionada, abraza a Gus. No se revela si ella se suicida o no. En una confesión al Padre Ralph, el Padre John expresa su culpa porque no absolvió a Linda antes de que su confesión terminara abruptamente. El Padre Ralph dice que, aunque Linda esté muerta, su alma es inmortal, y la penitencia del Padre John's es absolverla ahora. El Padre John lo hace. La película termina con una memoria de infancia de una joven Linda en la iglesia, mientras que un grupo de muchachos se ríe de su vieja ropa raída, hasta que ella es defendida por un joven John Buerlein, cuyo acto parece tener un fuerte impacto sobre ella.

## Producción

### Guion

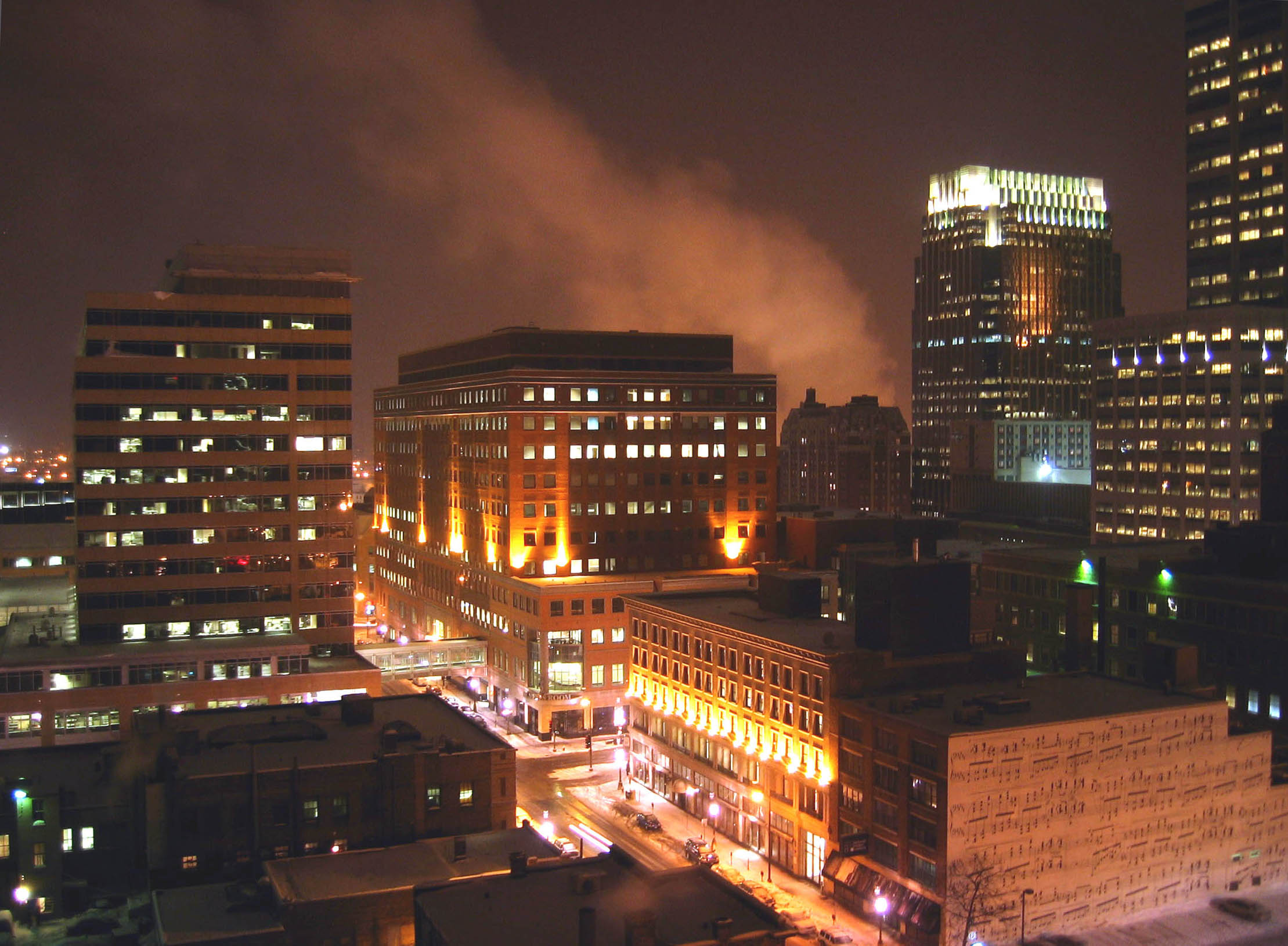
En Tentación fue filmada y rodada en Minneapolis, Minnesota.

En Tentación marca la segunda película por el cineasta independiente Patrick Coyle, quien escribió y dirigió la película dramática de 2003 Ficción de Detective. Coyle dijo que "En Tentación" era parcialmente inspirada en su padre, James Patrick Coyle, un hombre amable pero beligerante quien había sido animado por su madre para devenir en un sacerdote. James entró al seminario, pero abandonó antes de la ordenación, después de haber sido reclutado para servir en el extranjero en la Segunda Guerra Mundial y conoció a Margaret Mary Quinlan, quien devendría en su mujer y en la madre de Patrick Coyle. Coyle concibió el guion para En Tentación mientras imaginaba qué clase de sacerdote su padre habría sido. Su padre fuertemente aprobó el proyecto, y le dijo a Coyle, "Ve y haz la película. Y di la verdad." Coyle estuvo también parcialmente inspirado en el pastor de su niñez y amigo, el Reverendo Damian Zuerlein, quién llevó a cabo actuó la ceremonia de matrimonio para Coyle y su mujer y bautizó a sus hijos. Coyle dijo de él,   "Él es sólo un hombre joven, enérgico, competente, comprometido y devoto trabajando con una parroquia pobre. Y le encanta su trabajo. Yo estuve inspirado en aquello." Coyle dijo que, cuando escribió En Tentación, no pretendía hacer una película religiosa, y dijo del protagonista, el Padre John Buerlein, "El personaje podría haber sido un ministro o un rabino o un defensor público. Es un hombre bueno intentando hacer un trabajo lo mejor posible."
Ann Luster, la productora de la película, ayudó con el guion desde las etapas más tempranas, y afirmó que ella y Coyle tuvieron un profundo entendimiento de cómo manejar a los personajes desde el inicio. La película fue rodada en Minneapolis, Minnesota, donde Coyle vivió y trabajó como escritor y actor en aquel tiempo. La iglesia ficticia en la historia, la Iglesia Católica Céntrica de Santa María Magdalena, está basada en parte en la Iglesia de Santa María Magdalena en Omaha, Nebraska, donde Coyle fue criado. Aun así, la iglesia de la vida real era también muy diferente de la iglesia ficticia en que carecía de un refugio y concentraba congregaciones muy grandes para la misa de fin de semana, comparado con los bancos de iglesia medio vacíos en la iglesia ficticia. La iglesia ficticia está también basada en parte en Nuestra Señora de Guadalupe, otra iglesia católica en el sur de Omaha. El guion de "En Tentación" ganó la Beca de Guionistas de McKnight del Centro IFP de Minnesota para las Artes de Medios de Comunicación, y los inversores fueron buscados a través de lecturas públicas. Después de leer el guion, la mujer de Patrick Coyle dijo, "Si consigues un Padre John bueno,  tendrás una película buena."

### Reparto
Jeremy Sisto dijo él estaba atraído por el guion, y que estaba entusiasmado en asumir un proyecto diferente que su rol regular de Detective Cyrus Lupo en la serie dramática de la NBC sobre el crimen "La Ley y el Orden". Sisto dijo acerca de trabajar en el espectáculo, "Durante nueve meses, básicamente hacemos el mismo episodio una y otra vez. Esto [el guion de "En Tentación"] salió de la nada." Sisto dijo acerca de trabajar en En Tentación: "Habiendo acabado recientemente un trabajo donde hay poco espacio para encontrar momentos verdaderos y para crear un personaje lleno,  sentía este respiro de la tarea de tratar de forzar un espacio donde pudiera expresar algo más personal a través de mi trabajo era no menos que un salvavidas creativo."

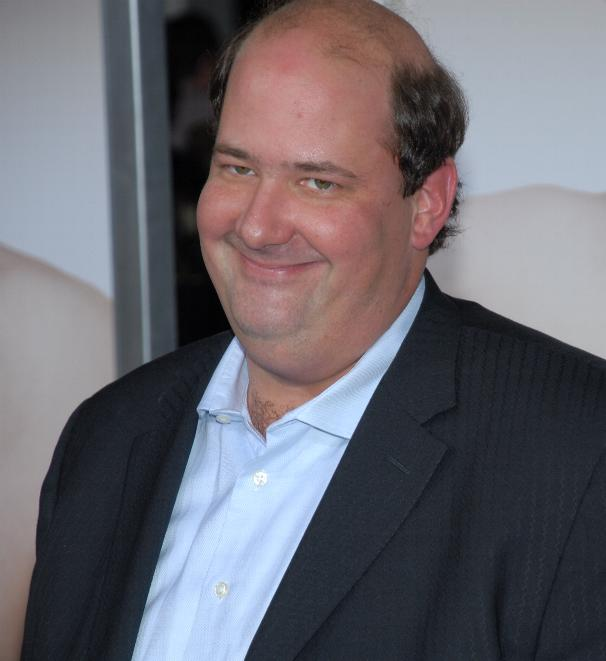
Brian Baumgartner, más conocido por su papel como Kevin Malone en la comedia de NBC The Office, personificó al Padre Ralph O'Brien en la película.

Coyle llamó en frío al agente de Kristin Chenoweth y propuso la parte, el cual es diferente de sus roles habituales, y su agente dijo que sea la parte exacta que la actriz estaba buscando. Para filmar  En Tentación, Chenoweth se tomó un descanso de cinco días de su rol de reparto en la serie televisiva de ABC "Pushing Daisies". Brian Baumgartner, más conocido por su rol de reparto como Kevin Malone en la serie de comedia de la NBC La Oficina, era un intérprete de teatro regular en el área de Minneapolis – Paul Santo antes de unirse a ese show. Mientras visitaba la Ciudad de Nueva York en mayo de 2008 para una presentación inicial, poco después de haber finalizado la cuarta temporada de La Oficina, Coyle le ofreció el guion de "En Tentación" a Baumgartner.  Coyle le preguntó si consideraba tomar el rol del Padre Ralph O'Brien y Baumgartner dijo que disfrutó del guion y acordó por esa parte.
El escritor y director Patrick Coyle interpreta a Steven Miller, uno de los clientes de Linda. Muchos de los otros roles menores fueron llenados por actores locales de Minneapolis y miembros comunitarios. Greta Oglesby, quien interpretó a la lista prostituta callejera Miriam, e Isabell Monk O'Connor, quien interpretó a una bibliotecaria que ayuda al Padre John, era ambas veteranas del circuito teatral de Minneapolis-Saint Paul. Ansa Akyea, quien interpretó al proxeneta James St. Clair, y Amy Matthews, quien interpretó a la exnovia del Padre John, era también del área de Minneapolis-Saint Paul Santo.

### Filmación

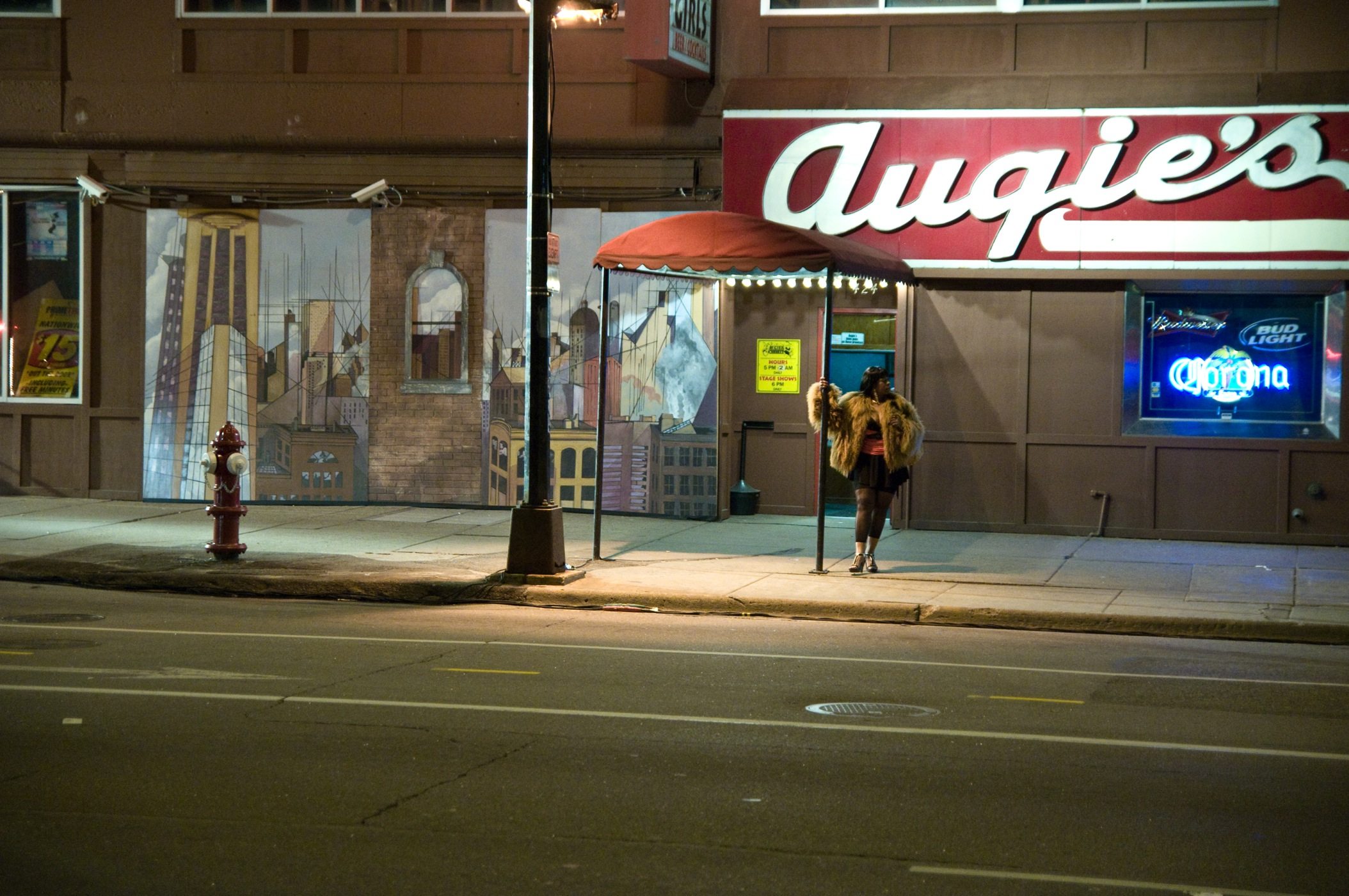
La actriz Greta Oglesby aparece en un set que describe la zona roja del distrito.

En Tentación fue producida por la compañía productora de Coyle, "Ten Ten Films", y la compañía "Farnam Street II", en asociación con "Cabina 14 Producciones." Fue distribuido por "First Look International". Aproximadamente un año antes que la película fuera estranada, Coyle le preguntó a Anne Marie Gillen si quería servir como productora ejecutiva. Gillen dijo que no había respondido a un guion en una manera tan emocional desde la película dramática de 1991, Tomates Verdes Fritos, la cual ella también produjo. La filmación, que empezó en mayo de 2008, tuvo lugar enteramente en Minneapolis. Incluyó varias escenas se escenificaron en la zona residencial del distrito comercial, donde Coyle vivió.
Además de sus conexiones personales con la ciudad, Coyle dijo que la filmación tuvo lugar en Minneapolis porque era relativamente económico realizar tomas allí y contratar actores locales. Dijo, "Realizar tomas en la zona residencial es un paraíso de cineasta. Tienes todo aquí."  En Tentación fue producido y las tomas se realizaron sobre un presupuesto muy bajo de menos de $1 millones. La cinematografía fue proporcionada por David Doyle, quién hizo un uso extenso de la Cámara Roja de Cine Digital. Las escenas de iglesia fueron filmadas en la Iglesia de la Encarnación en la ciudad. Sisto y Chenoweth ambos asistieron a servicios de misa en la iglesia como parte de su investigación para los roles. Las tomas de las escenas automovilísticas exteriores fueron realizadas en el distrito de la zona residencial. Durante una escena en particular, un coche policial con una sirena pasó de largo de los actores durante una toma. Los actores continuaron sin interrupción, y la toma final fue utilizada en la película.
Coyle se acercó a Russell Holsapple, un nativo y relativamente inexperto compositor de Minneapolis – Saint Paul para crear la partitura para En Tentación. A Holsapple se le dieron sólo unas pocas semanas para crear la partitura, la cual estuvo compuesta mayoritariamente de música de piano. Holsapple dijo que Coyle le dio un gran trato de libertad artística y era en gran parte receptivo a los temas que escribía. James R. Bakkom trabajó como diseñador de producción en la película, y Deborah Fiscus sirvió como diseñadora de vestuario. Ambos son nativos del área de Minneapolis – Paul Santo. Vanessa Miles fue la decoradora del set, mientras que Sarah Jean Kruchowski y Amy Hubbard trabajaron como directores de arte.
Lee Percy sirvió como editor de la película. Él dijo que los cortes finales proporcionados a él ya contenían las actuaciones más fuertes de los actores, pero que él colocó un foco más grande sobre el personaje del Padre John en un esfuerzo de "ayudar que la audiencia se introduzca dentro de él y se conecte emocionalmente". Percy fue asistido por el editor Scott Ferril. El padre de Patrick Coyle, Jim, siguió la producción de la película de cerca, haciendo llamadas semanales para preguntar acerca del film. Cuando la salud de su padre empezó a declinar, Patrick Coyle "trabajó como el infierno" para acabar la película de prisa, así su padre podría verla antes de que muera. La película estuvo acabada en diciembre de 2008.

## Estreno

### Distribución
En Tentación fue opcionado en Hollywood, pero a Coyle estuvo disgustado cuando los oficiales de la industria quisieron que él cambiara el final e hiciera las escenas de sexo más arriesgadas. Debido a las complicaciones de la crisis financiera de 2007–2010, las discusiones en Hollywood finalmente colapsaron. No recibió un estreno nacional, pero fue exhibido en cines en la ciudad de Nueva York, Los Ángeles, Fargo, Dakota del Norte, y varias ciudades a lo largo de Minnesota, incluyendo Minneapolis y Duluth. Coyle primero mostró la película públicamente el 26 de diciembre de 2008, en el hospicio de Omaha donde se encontraba su padre Jim, para una audiencia de aproximadamente 15 personas. A Jim Coyle, quién murió unas semanas después de la exhibición, le encantó la película, describiéndola como muy potente y veraz.  Fue estrenada oficialmente el 26 de abril de 2009, en el Festival de Cine de Playa de Newport, en la Playa de Newport, California.
Durante su fin de semana de apertura en el Cine de Laguna en Minneapolis, "En Tentación" vendió más boletos en tres días que cualquiera otra película durante su fin de semana de debut, y vendió dos veces los boletos de películas de estudios importantes, tales como Tomando Woodstock y el film de 
Quentin Tarantino,  Inglourious Basterds. Esto resultó en una carrera extensa y un fuerte boca a boca, lo que condujo a exhibiciones en otras ciudades. La película ganó un total de $97,457 en ingresos brutos en los Estados Unidos. El DVD de "En Tentación" fue publicado el 27 de octubre de
2009, sin extras.

### Respuesta crítica
"En Tentación" recibió generalmente críticas positivas. El escritor de la revista Variety Rob Nelson la llamó una película bien fotografiada de "un ingenio ocasionalmente irreverente", y que Coyle "logra un equilibrio casi perfecto entre el humor y la santidad". Nelson dijo la película "falla sólo en su caracterización" del personaje de Chenoweth. Colin Covert, de la Star Tribune, lo llamó una "película acechante y cuidadosamente trabajada" con una dirección simple y "práctica", un guion "recortado y eficaz", una actuación fuerte y personajes sólidos. Covert dijo, "Esta es una de muy pocas películas norteamericanas que trata sobre las creencias religiosas acerca de la fe y la salvación con empatía y perspicacia."        El escritor de OC Semanal, Matt Coker dijo que "En Tentación" tenía un guion cohesivo que "golpea justo el cordón correcto de reverencia para la fe católica". También alabó los momentos de alivio cómico con Sisto y Baumgartner, los cuales, él dijo, cumplimentaron algunos de los momentos más pesados de la película. L. Kent Wolgamott de la Lincoln Journal Star consideró a En Tentación una película bien hecha que "consigue el humor apropiado del comiezo al final". Él elogió las actuaciones y dijo que, a pesar de que la pornografía y la prostitución eran temas familiares de las películas, "el entendimiento matizado en la película del sacerdote y su función conflictivo en tratar de salvar a Linda añade un elemento nuevo a la vieja historia."
Bob Fischbach, del Heraldo Mundial de Omaha dijo que la cinematografía era aguda, que la edición era definida, y que la actuación era "uniformemente buena". Añadió, "Lo mejor de todo es que el guion está anclado en la realidad. Coyle deja que su película muestre en vez de contar, y deja que los espectadores logren sus propias conclusiones." El escritor de la revista Lavender, John Townsend, dijo que la película generó vistas compasivas del cristianismo y elogió a la cinematografía. Townsend particularmente alabó la actuación de Baumgartner y describió las escenas entre Sisto y un chico joven atribulado por sus sentimientos homosexuales (John Skelley) como "exquisitas". Chelsa Doyle, un escritor para el sitio web Blogcritics, la llamó "una película tocante e introspectiva acerca de la fe, la esperanza y la elección". Doyle alabó el tono tranquilo de la película y las actuaciones de Sisto y Chenoweth, pero dijo que "ocasionalmente se torna un poco adormecido en el medio", y que la subtrama implicando a la exnovia del Padre John podría haber sido cortada toda junta. La crítica de cine del Correo de Denver, Lisa Kennedy, alabó las actuaciones de Sisto y Chenoweth, y elogió a la comprensión de Coyle del trabajo pastoral de un sacerdote parroquial. Aun así,  añadió que la película "no abre camino como historia, incluso una acerca de la redención". Andrea Gronvall, del Lector de Chicago, la llamó un "melodrama cursi", y escribió, "El escritor-director Patrick Coyle emprende asuntos tan pesados como el abuso infantil, el alcoholismo, la hipocresía, el celibato, y las reformas católicas, pero el orden del día espiritual de la película es distorsionado por su voyeurismo."
Jeremy Sisto fue galardonado por su "Logro Destacado en Actuación" de los premios del "Festival de Cine de la Playa de Newport", en 2009.

## Temas
Durante la película, el Padre John es advertido que su función como sacerdote tiene sus límites, y que él no debería implicarse personalmente con lo congregantes o intentar solucionar sus problemas excepto a través de consejos. Aun así, el Padre John empieza a cuestionar aquellos límites y reconsidera si la función como sacerdote va lo suficientemente lejos como para tener un impacto positivo y sustancial en las vidas de aquellos en su cuidado, particularmente Linda. Y, además de cuestionar si está ayudando su congregantes, el Padre John se pregunta si quedarse dentro de aquellos límites es suficiente para cumplir personalmente como sacerdote y proporcionar su vida propia con significado. Él finalmente cruza esos límites y se involucra personalmente en tratar de ayudar Linda introduciéndose en la zona roja del distrito para buscarla.
La película toma una aproximación moderna y liberal a las reglas y limitaciones del catolicismo. Incluso antes de que el Padre John decide ayudar Linda, él está cuestionando las limitaciones de su religión y su llamada. Mientras habla con una madre probable que lucha para criar a su hija dentro de los estrictos límites del catolicismo, el Padre John da su consejo más allá del dogma oficial y le anima a ser flexible, diciéndole que debería "tomar lo que funciona" de las enseñanzas de la iglesia. El Padre John también tiene una visión no ortodoxa sobre la homosexualidad comparada con las visiones normales de la iglesia. Esto está demostrado en una escena en la cual el sacerdote consuela a un hombre joven quien está luchando con sus sentimientos homosexuales. Al conocer e interactuar con los proxenetas y las prostitutas de la zona roja del distrito, "En Tentación" borra las líneas entre el bien y el mal, y entre lo correcto y lo incorrecto. Las respuestas negativas que el Padre John encuentra en sus congregantes y la iglesia con respecto a sus viajes a la zona roja del distrito demuestran la manera en la cual el sexo y la pobreza son a menudo estigmatizados en la sociedad.
Como el título sugiere, uno de los temas importantes de la película implica las tentaciones que el Padre John afronta para pecar y extraviarse de su llamado sacerdotal. Esto es quizás más fuertemente manifestado en su ambivalencia aparente con respecto al voto del celibato requerido de los sacerdotes católicos. Mientras el Padre John se introduce cada vez más profundamente en la zona roja del distrito y los aspectos más sórdidos de Minneapolis, él parece afrontar las tentaciones de la prostitución y la sexualidad abierta que le rodea. Además,  pueda ser interpretado que su interés en Linda es uno de atracción física, así como un deseo de ayudarle. Esto es manifestado más adelante, a través de la repentina reaparición dee su novia anterior, por la cual el Padre John admite aún albergar sentimientos románticos. El sacerdote demuestra tener emociones conflictivas cuándo tiene que mantener sus votos sacerdotales y su relación con Nadine.
En Tentación es también una historia de redención, tanto para Linda, quién está buscando redención para una vida de pecado y prostitución, como para el Padre John, quien está buscando redención para su fracaso de ayudar a Linda y sus dudas propias acerca de la religión y del sacerdocio. En el inicio de la película, Padre John parece estar cuestionando su deber y a disminuida congregación; esto es especialmente demostrado cuando él aparece aburrido durante la confesión y hace crucigramas para pasar el tiempo. Tales luchas no son no comunes en el sacerdocio. Pero después de que resiste los límites de la iglesia e intenta ayudar a Linda, su fe en la congregación y la creencia en la profesión son restauradas, y regresa a la iglesia como un sacerdote más fuerte y más contenido. La película demuestra el poder de compasión y bondad individual, particularmente en la manera que el acto sencillo de John de defender Linda durante su niñez era un momento tan profundo en su vida. La película también defiende el arrepentimiento, y la extensión de la victimización de Linda puede ser interpretada como señal de cuán catastrófica puede ser una vida sin arrepentimientos.